# 桂塩鯛のサークルタウン
桂塩鯛のサークルタウン（かつらしおだいのさーくるたうん）は、 KBS京都ラジオのラジオ番組

## 概要
番組開始は1992年4月4日9:00-11:50。第1スタジオからの生放送。この時間帯は米朝事務所枠といわれ過去には桂ざこばが桂朝丸時代に「桂朝丸のモーニングサークル」や桂枝雀の「桂枝雀のモーニングサークル」・桂米團治が桂小米朝時代に「桂小米朝の土曜は音楽気分」（～1992年3月）などを放送していた。塩鯛は「桂朝丸のモーニングサークル」10円玉リポーター（1977年～）を経て、当番組パーソナリティに
2010年8月に都丸の桂塩鯛の襲名に伴い番組名も「桂都丸のサークルタウン」から「桂塩鯛のサークルタウン」に変更。「桂都丸のサークルタウン」としての最後の放送は7月31日であった。
毎年最終週は、年末恒例の年忘れ大喜利大会。2012年12月は、桂米紫、桂紅雀、桂二乗が参加。放送日により、新春大喜利大会になる場合もある。
塩鯛は法然院貫主梶田真章より、塩鯛襲名時にラジオを辞めるよう諭されていたが、還暦の年に降板。柴田は芸能界を引退しスピリチュアルの世界ヘ。門川市長は次番組で継続。コーナー「桂塩鯛のタウンウォッチング」は、テレビ版になり「ぽじポジたまご」で継続　
2015年3月28日を以って番組は終了、23年間にわたる歴史に幕を下ろすとともに、40年以上続いた土曜日朝の米朝事務所枠も終了した。

## パーソナリティー
- 桂塩鯛
- 柴田幸子　-2代目アシスタント（1994年～）加入時に開始が30分繰り下がり9:30～

## リポーター
- 桂まん我（2003年4月～サイクルリポーター、2007年4月～2014年3月 4代目ラジオカーリポーター）
- 桂吉の丞（2007年4月～サイクルリポーター）

## コーナー紹介
- オープニングトーク(出演者のご挨拶コーナー)
- 桂塩鯛の金言、格言、これぞ名言！
- 桂塩鯛の投稿人生　-2006年開始
- 桂塩鯛の土曜品評会リターンズ
- 桂塩鯛のタウンウォッチングPartI
- 桂塩鯛の見たい聞きたいしゃべりたい
- 桂まん我のお楽しみ
- 愛情純情つぶや吉の丞
- 桂塩鯛のタウンウォッチングPartII
- 桂塩鯛のメロディータウン(通販生CMに差し替えられることが多い)Natalie Cole - Mr Melody
- 桂吉の丞の街角応援隊
- 桂まん我のおじゃまん我リポート
- きょうとほっと情報（京都府広報）
- 塩鯛倶楽部
  - 大作・塩鯛のだいすき☆京都（最終土曜日、京都市提供）
- 駐車場情報（担当：柴田幸子）
- 京都新聞ニュース
- 交通情報
- 天気予報

## 終了したコーナー
- 桂都丸のクイズ金縛り（1995年10月～1999年）番組の中で3問クイズを出して、1問はラジオカーからの出題。挑戦者は、1問正解で5000円、3問正解すると1万5000円当たるという豪華なクイズ。その代わり本格的なクイズだった。
- 桂都丸のクイズだるま落とし
- 桂吉の丞の気分上々クイズ　-レポート中にクイズを出して正解者の方に2000円相当の商品をもらってくる。自然消滅。
- おじゃまん我クイズ -なぞかけ
- 都丸倶楽部（1994年～）
- 幸子の結婚への道
- 飛んでけ都んぼ
- 土曜品評会（2002年～）吉弥xこごろう

## 過去のレギュラーおよびピンチヒッター陣
- パーソナリティ
  - 桂米二   -桂塩鯛の体調不良、及び入院時などのピンチヒッターとして
- アシスタント
  - 村上祐子（当時KBS京都アナウンサー、現ラジオ編成制作局長）初代アシスタント。放送開始から1994年ごろ？まで担当。
  - 植月百枝（当時KBS京都アナウンサー）-村上祐子産休時。1994年
  - 蓮井真弓-柴田幸子産休時。2004年3月27日～
  - 小林万希子-柴田幸子産休時。2009年

- リポーター（ラジオカーリポーターがメインで、他に突撃リポーター、自転車リポーター、ロスタイムリポーター、とりあえずリポーター）
  - 桂団朝  初代ラジオカーリポーター2000年3月25日まで。前番組「桂小米朝の土曜は音楽気分」からの流れで担当（団朝のリポートでなければスポンサーにならないという住宅の会社もあった）。
  - 桂喜丸　伝説のリポーターで一方的にしゃべり、相手に「はい」しか言わせなかった。
  - 桂出丸　1995年10月～1997年9月　喜丸と週代わり
  - ビル・クラウリー(William Crowley 桂枝雀師匠の英語落語の関係で日本に来て、英語落語のお手伝いをしていたアメリカ人。徹子の部屋やNHKの英語講座にも出ていた。ハリウッドで役者をやる、と言ってアメリカに帰っていった)1997年10月4日～1998年6月末まで9か月間にわたってあちらこちらをリポートした。コーナーのタイトルは「ビルクラウリーのおやかまっさん」。
  - 桂都んぼ（現・桂米紫）1998年7月～2000年3月25日  立命館大学の落研の女の子（「みことちゃん」ほか何人か）とリポートしていた
  - 桂こごろう（現・桂南天）　2代目ラジオカーリポーター　2000年5月～2003年3月末まで
  - 桂吉弥　2000年5月～2003年3月サイクルリポーター、2003年4月～2007年3月3代目ラジオカーリポーター
  - 桂紅雀　「ロスタイムリポーター」2003年4月～？　ロスタイムができなかったら出てこない、間に30秒などの隙間があったら出てくる。

- ニュース
  - 蓮井真弓
  - 伴真理子
  - 内谷佐和子
  - 遠藤奈美（KBS京都アナウンサー）
  - 湯谷明子
  - 塩見祐子

他